# Такуја Хонда
Такуја Хонда (јап. 本田 拓也; 17. април 1985) јапански је фудбалер који игра на позицији везног играча и тренутно наступа за Гофу.

## Каријера
Током каријере је играо за Шимицу С-Пулс, Кашима Антлерс и многе друге клубове.

## Репрезентација
За репрезентацију Јапана дебитовао је 2011. године. За тај тим је одиграо 2 утакмице.

## Статистика
| Јапан  | Јапан   | Јапан  |
| Година | Наступи | Голови |
| ------ | ------- | ------ |
| 2011.  | 2       | 0      |
| Укупно | 2       | 0      |